# Дом Волкова
Дом Во́лкова — памятник вологодского деревянного зодчества начала XIX века. Памятник архитектуры федерального значения, часть комплекса памятников — усадьбы Волкова (помимо дома включает здание конюшни и служб).

## История
Дом построен Баграковым в первой трети XIX века, автор проекта неизвестен. Затем принадлежал Штольценвальд, называется домом Волкова по имени последнего владельца. Н. А. Волков был городским головой в 1893—1904 годы и в 1912—1917 годы. Е. Н. Волкова, его дочь, председатель Северного кружка любителей изящных искусств (1912—1920 годы), устроила в доме художественную коллекцию, которая с 1916 года стала общедоступной. После Революции 1917 года в доме был открыт Художественный техникум, где преподавала и Е. Н. Волкова. После ликвидации Северного кружка любителей изящных искусств в 1920 году коллекция составила основу будущей Вологодской областной картинной галереи. Сейчас в доме Волкова располагается музыкальная школа.

## Архитектура
Фасады здания различны. Со стороны улицы это одноэтажный особняк с высокой цокольной частью, выдержанный в подчёркнуто парадных ампирных формах. Центр выделен шестиколонным тосканским портиком с фронтоном. Окна декорированы тонкими, слегка изогнутыми сандриками-«бровками». Дворовый фасад проще — он не имеет портика, его архитектуру определяет низкий антресольный этаж и характерное для купеческих провинциальных особняков крыльцо с зонтом на металлических узорных кронштейнах. Вдоль уличного фасада расположена анфилада парадных комнат — зала и гостиных. Из элементов интерьера сохранились двери из красного дерева с позолоченными деталями, а также декорированные белым кафелем и античными фигурками печи. Сбоку к дому до конца XIX века примыкал зимний сад.